# フェアラム
フェアラム（Fareham）は、イングランド、ハンプシャー南東部にあるマーケットタウン。ポーツマスとサウサンプトンの間に位置する。かつては重要なレンガの生産地であり、この地で生産されたレンガはロイヤル・アルバート・ホールにも使用されている。そのほか、イチゴや季節の果物の生産なども行なっている。

## 歴史
地元で実施された考古学調査から、ローマ時代にはすでに定住が始まっていたことがわかっている。
ノルマン・コンクエストの際にはギヨーム軍の部隊がフェアラム川からイングランド王国の首都ウィンチェスターへと進軍した記録が残されている。元々はファーンハム（Ferneham）という名で知られており、この名称は町の文化ホールやドゥームズデイ・ブックの記録に残っている。ポーツマス湾の北側にあたるフェアラム・クリークの浅瀬ではウィンチェスター主教が風車を保有しており、現在もその基礎は国道A27号線の下に埋まっている。湾に面した港では1970年代まで商業活動が行われており、現在でも細々と続いている。また20世紀の初めまでには主要なマーケットタウンとして発展していた。
1960年代には大規模な住宅開発が行われ、70年代に周辺の村が町域に組み込まれた。さらに90年代にはシティ・オブ・ウィンチェスターとの境界付近で高速M27号線の出口近くにあるホワイトリーも住宅地として発展した。
1997年には海事沿岸警備庁（MCA）の捜索救難ヘリコプターを指揮する航空救難指揮センターが設置された。

## スポーツ
- フェアラム・タウンFC（英語版） - ウェセックスリーグ・プレミアディヴィジョン（英語版）（9部相当）所属のサッカークラブ

## 交通
- フェアラム駅（英語版） - ウェスト・コーストウェイ線（英語版）

## 姉妹都市
- プルハイム（英語版）、ドイツ
- ヴァンヌ[4]、フランス

## 主な出身人物
- ウィリアム・ランダル・クリーマー - 政治家、平和活動家
- レイチェル・ゴスウェル - シンガーソングライター
- ロバート・ゴダード - 作家